# Maisons Levitt
Les maisons Levitt sont la transposition en France d'un concept américain, créé par Levitt & Sons, de pavillons de banlieue implantés en série dans des lotissements ouverts.

## Un concept transplanté
Le promoteur-constructeur William Levitt (en) (1907-1994) est à l'origine de la transplantation en Europe et en France d'un modèle nord-américain d'urbanisme. Il fonde sa filiale française en décembre 1963 au 42, avenue Montaigne.
Il débute en 1965 par une opération au Mesnil-Saint-Denis, village des Yvelines de moins de 2 000 habitants, à 35 kilomètres de Paris Notre-Dame, au sud-ouest de Versailles. Les 510 maisons Levitt (370 indépendantes et 140 jumelées, de 5 à 7 pièces sur des terrains de 600 m2 en moyenne) se commercialisent aisément car elles offrent un excellent rapport qualité-prix dans un marché immobilier alors restreint, celui de la maison unifamiliale. Les « résidences du Château » visent une clientèle de cadres moyens et supérieurs auprès de laquelle elle popularise la formule du nouveau village, où les éléments des « suburbs » (banlieues) comme, du côté de la rue, des pelouses ininterrompues, des « driveways » (allées pour garer son véhicule) perpendiculaires à la rue, des garages incorporés ou des porches, s’adaptaient aux dimensions plus modestes des territoires européens et au niveau de vie de la bourgeoisie de la région parisienne, tout en conservant leur affinité physique et symbolique avec la société de consommation américaine.
Ce lotissement constitue, avec bien d'autres grandes copropriétés horizontales (GCH), une facette importante du paysage francilien à partir des années 1970. En effet, d'autres promoteurs américains, comme Kaufman & Broad, britanniques, comme Carlton, ou français, comme Maisons Bréguet ou le groupe Cerioz, commercialisèrent des GCH dans les années 1965 à 1980.
L'apogée française est sans doute l'œuvre des maisons Levitt, avec le village « La Verville » de Mennecy (Essonne) qui en huit tranches regroupe plus de 1 600 pavillons. Il a servi de modèle à un romancier y ayant passé une partie de sa jeunesse, Éric Reinhardt, pour plusieurs romans.
Autre exemple de ce type de construction, la résidence du Parc à Lésigny (Seine-et-Marne) regroupe près de 600 maisons autour d'une centre de loisirs avec piscine et courts de tennis ; la résidence date de 1968. 
Celle de la Commanderie des Templiers à Élancourt, sur le « plateau », résidence privée, regroupant 770 maisons, réparties en deux ensembles, de part et d'autre d'une avenue : « La  Commanderie des Templiers I » (480 propriétés, 26 hectares) et « La  Commanderie des Templiers II » (290 propriétés, 15 hectares), chacune possédant deux courts de tennis, date de 1970, .
Aux États-Unis, autre monde et autres dimensions, Levittown, près de Long Island à côté de New York, construite en 1947, compte plus de 17 000 pavillons. Si, en Europe, on n'atteint pas cette taille, les maisons Levitt ont contribué à l'américanisation des modes de vie.